# Natura 2000-område nr. 108 Æbelø, havet syd for og Nærå Strand
 Natura 2000-område nr. 108 Æbelø, havet syd for og Nærå Strand består af består af habitatområde H92 og fuglebeskyttelsesområde F76 der ligger på Nordfyn, og i grænseområdet mellem Lillebælt og Kattegat . Natura 2000-området ligger i Nordfyns- og Middelfart Kommune, i vandplanoplandene i vandplanoplandene 1.12 Lillebælt(Fyn 1.13 Odense Fjord. Hele området omfatter ca. 13.161 ha, hvoraf ca. 75% er hav, og 73 ha ejes af staten.

## Beskrivelse
Natura 2000-område er specielt udpeget for at beskytte det store, lavvandede hav med omgivende strandenge, de tilknyttede yngle- og trækfugle samt klitnaturtyperne.
Nordkysten af Fyn har været en fliget kyst med en vrimmel af fjorde og øer, hvoraf Æbelø, Dræet og Ejlinge er dannet som morænebakker under sidste istid. I slutningen af 1800-tallet blev flere af øerne forbundet med diger, i forsøg på at afvande og opdyrke jorden. Nogle af de
inddæmmede arealer henligger nu som strandenge, ferske enge og moser.
Det er et havområde med vidtstrakte lavvandede sandflader, stenrev, dybe sedimentationsbassiner
samt en række strandsøer og kystlaguner, hvoraf den lavvandede Nærå Strand er den største i området. En stor del af de lavvandede flader er blotlagte ved ebbe, og der dannes
der stadig nye øer ved havets aflejringer. På læsiden af øerne dannes krumodder og strandvolde. På lavt vand findes store forekomster af sten, mens stenforekomsterne på dybere vand er blevet reduceret betydeligt som følge af tidligere tiders stenfiskeri. Stenrevene har et rigt plante- og dyreliv. Området er levested for spættet sæl og marsvin.
Kystegnene har desuden udbredte strandenge, relativt store forekomster af grågrøn klit samt
veludviklede forekomster af skovnaturtyperne bøg på muld og ege-blandskov. Havørn yngler i disse
skovområder.
Strandenge, øer og holme er meget vigtige yngleområder for bl.a. klyde, terner og måger, og
mosehornugle har tidligere ynglet i området. De udstrakte vadeflader og lavvandede bugter og
laguner udgør et af de vigtigste raste- og fourageringsområder for sangsvane og lysbuget knortegås.

## Naturfredninger
Hele Æbelø med Æbeløholm, Brådet, Dræet og Drættegrund og omfattende vandarealer, i alt 3.247 ha, heraf 251 ha land, blev fredet i 2002. 
Ved halvøen Nørreby Hals eller blot Halsen, der er den nordvestlige afgrænsning af Nærå Strand blev i alt 29 hektar med sand- og stenstrand, strandenge, strandsøer og strandfælled fredet i 1979.
Ved vestkysten, i bunden af Nærå Strand, findes brede rørskove og strandfælleder, og på de stejle skråninger rundt om Kissebjerg trives et gammelt tjørnekrat. Her er 26 hektar fredet i 1979, dels af hensyn til områdets arkæologi og dels af hensyn til naturen og fuglelivet.
I området ligger Vildtreservat Nærå - Agernæs

## Eksterne kilder og henvisninger
1. ↑  "Hovedvandopland 1.12 Lillebælt/Fyn" (PDF). Arkiveret fra originalen (PDF) 16. november 2017. Hentet 15. november 2017.
2. ↑  "Hovedvandopland 1.13 Odense Fjord" (PDF). Arkiveret fra originalen (PDF) 31. oktober 2017. Hentet 15. november 2017.
3. ↑  Om Æbeløfredningen  på fredninger.dk
4. ↑  
Om fredningen af Nørreby Hals
5. ↑  Om fredningen af Kissebjerg på fredninger.dk
6. ↑  "Nærå - Agernæs Reservatfolder - nr. 90". Arkiveret fra originalen 16. november 2017. Hentet 15. november 2017.

- Kort over området på miljoegis.mim.dk
- Naturplanen Arkiveret 16. november 2017 hos  Wayback Machine
- Basisanalysen 2016-21 Arkiveret 16. november 2017 hos  Wayback Machine